# یواس‌اس هیکمن (آی‌دی-۳۵۵۴)
یواس‌اس هیکمن (آی‌دی-۳۵۵۴) (به انگلیسی: USS Hickman (ID-3554)) یک کشتی بود که طول آن ۳۷۷ فوت (۱۱۵ متر) بود. این کشتی در سال ۱۹۱۸ ساخته شد.